# BankPerfect
Chronologie des versions
8.0.0.372
BankPerfect est un logiciel de comptabilité personnelle réputé pour offrir de nombreuses fonctionnalités tout en utilisant très peu de ressources. C'est un logiciel gratuit disponible sous Windows (compatible Wine sous Linux).
Le noyau de BankPerfect est un exécutable autonome compact (650 ko) auquel se greffent ses fonctions, qui elles, sont open-source. Ses fonctions sont développées sous la forme de scripts Python.
Le développement du logiciel a fortement ralenti depuis la fin de l'année 2011, avant d'être arrêté en novembre 2015, date de la dernière version officielle. Depuis, le logiciel n'est plus maintenu par son propriétaire.
Le forum Internet du site officiel a été désactivé en octobre 2019 pour raison de sécurité.

## Historique
La première version du logiciel est sortie le 16 novembre 2000 (build 01). Le logiciel a été régulièrement mis à jour et enrichi de nouvelles fonctionnalités pendant plus de 10 ans jusqu'à la fin de l'année 2011 (version 7.4).
Les nouvelles versions sont ensuite devenues plus sporadiques et se concentrent essentiellement sur la correction de bugs. La dernière version (8.0.0.373) est sortie en novembre 2015. Depuis, le développement du logiciel est abandonné.
Des discussions avaient été engagées avec le propriétaire du logiciel sur le forum du site officiel afin de transformer le projet en logiciel libre (ou un autre système permettant de continuer le développement du logiciel). Ces discussions, qui étaient restées assez évasives, ont été interrompues avec la désactivation du forum en octobre 2019. Depuis, son propriétaire n'a donné aucune nouvelle.

## Licence
BankPerfect est un logiciel gratuit. L'ensemble de ses fonctionnalités est accessible sans contrepartie financière.
Il est néanmoins possible d'acquérir une licence, à un prix libre compris entre 10 € et 100 €, pour devenir un utilisateur enregistré. L'objectif est, selon le propriétaire du logiciel, de soutenir le développement du logiciel afin de « lui permet de continuer à vivre et à s'améliorer constamment ». Toutefois, le développement du logiciel est abandonné depuis de nombreuses années.

## Fonctions intégrées au noyau
- La structure de données est de type fichier (et non base de données) : les comptes sont regroupés au sein d'un seul fichier
- Les monnaies et taux sont paramétrables
- Il offre des possibilités d'annuler les dernières opérations
- Tri et filtrage multicritères
- Impression de relevés
- Graphiques
- Gestion de budget
- Fonction avancées d'automatisation de la saisie

## Fonctions libres (scriptsPython)
- Graphiques
- Gestion de budget
- Fonctions rechercher/remplacer
- Importation (QIF, CSV, OFX)
- Exportation (QIF, CSV, XLS, XML, HTML)
- Simulateur de crédits
- Modification d'un groupe de lignes
- Calculs automatiques de champs (système de modification automatique d'un champ en fonction du contenu d'un autre)
- Échéancier
- Ventilation
- Impression de RIB (les RIB sont générés sous la forme de fichiers au format PDF)
- Rapports divers (totaux mensuels ou annuels par catégorie)
- Récupération en ligne du cours des actions et du taux de change des monnaies

## Liens